# Toosi
Toosi – wieś w Estonii, w prowincji Viljandi, w gminie Mulgi.